# Winifred Greenwood
Winifred Greenwood (1 de enero de 1885 –23 de noviembre de 1961) fue una actriz estadounidense de la época del cine mudo. 

## Resumen biográfico
Nacida en la población de Geneseo, Nueva York, empezó a trabajar en el cine en 1910, participando en más de 200 filmes antes de retirarse en 1927. Protagonizó varias producciones junto a Charlotte Burton, incluyendo The Shriner's Daughter en 1913.
Winifred Greenwood falleció en Woodland Hills (California), en 1961. Estuvo casada con el actor George Field.

## Filmografía seleccionada

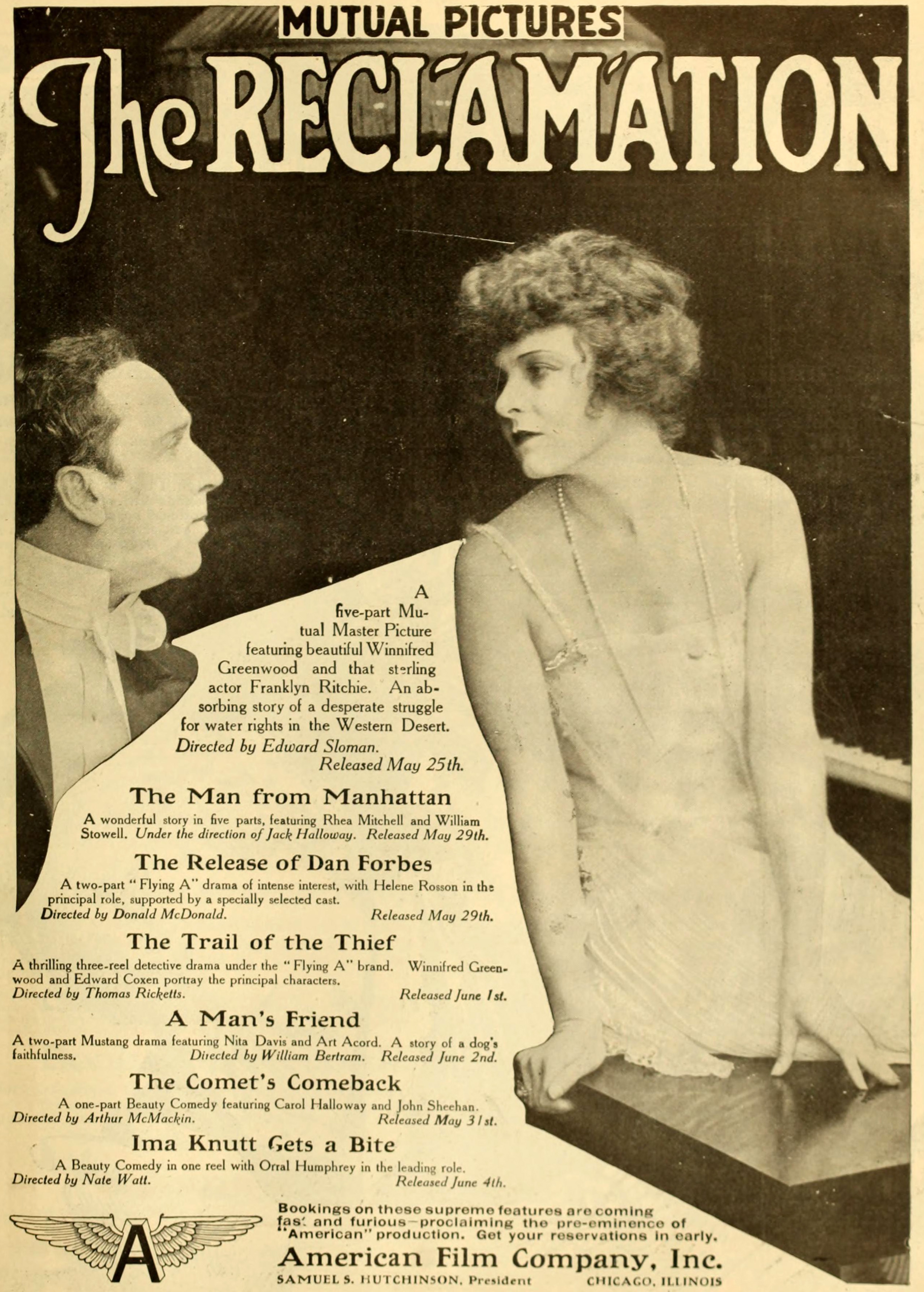
The Reclamation (1916)

- Love Never Dies (1921)
- The Dollar-a-Year Man (1921)
- Leap Year (1921)
- Life of the Party (1920)
- The Deciding Kiss (1918)
- The Resolve (1915)
- Wife Wanted (1915)
- When a Woman Waits (1914)
- In Tune (1914)
- The Beggar Child (1914)
- The Archeologist (1914)
- A Slice of Life (1914)
- The Final Impulse (1914)
- The Redemption of a Pal (1914)
- Business Versus Love (1914)
- Footprints of Mozart (1914)
- A Soul Astray (1914)
- The Town of Nazareth (1914)
- The Shriner's Daughter (1913)
- Brown of Harvard (1911)
- The Wonderful Wizard of Oz (1910)